# Apystomyiidae
Apystomyiidae – rodzina muchówek z podrzędu krótkoczułkich i nadrodziny Asiloidea.
Takson ten wprowadzili w 1994 A. Nagatomi i N. Liu jako monotypowy, obejmujący tylko kalifornijski rodzaj Apystomyia z jednym gatunkiem: Apystomyia elinguis. D.K. Yeates umieszczał ten rodzaj w rodzinie Hilarimorphidae jako siostrzany dla Eremoneura. Z analiz B.M. Wiegmanna i współpracowników z 2011 oraz M.D. Trautwein i współpracowników z 2010 wynika, że Apystomyia zajmuje pozycję siostrzaną względem łękorysych (Cyclorrhapa).
W 2011 roku D.A. Grimaldi i współpracownicy włączyli do tej rodziny drugi rodzaj – wymarły Hilarimorphites. 6 zaliczanych doń gatunków znanych jest z cenomanu i turonu w kredzie późnej. Bursztyn zawierający ich inkluzje odnajdywano w Stanach Zjednoczonych i Mjanmie.